# Race Relations Act 1968
Lire en ligne

Texte de la loi telle qu’elle a été promulguée (PDF) par le Bureau de l’information du secteur public.

Race Relations Act 1965 Race Relations Act 1976 (en)
La loi sur les relations raciales de 1968 (en anglais Race Relation Act 1968) est une loi votée par le Parlement britannique rendant illégal de refuser à une personne un logement, un emploi ou des services publics en raison de sa couleur de peau, de sa race, de son ethnicité ou de sa région d'origine en Grande-Bretagne (l'Irlande du Nord qui dispose alors de son propre parlement n'est pas incluse).  

## Description
Le nom complet du Race Relation Act 1968 est « An Act to make fresh provision with respect to discrimination on racial grounds, and to make provision with respect to relations between people of different racial origins. » (Une loi pour établir des dispositions vis-à-vis des discriminations de nature raciales, et pour établir des dispositions vis-à-vis des relations entre personnes d'origines raciales différentes). La loi reçoit la sanction royale le 25 octobre 1968. Elle ajouta des amendements au Race Relations Act 1965 et engendre la création de la Commission des relations communautaires chargée de « promouvoir des relations intercommunautaires harmonieuses ». Elle sera remplacée (et abrogée) par le Race Relations Act 1976 (en). 

## Critique
La proposition de loi est critiquée pour sa mauvaise traduction des « nouvelles normes de comportement » en un document juridique concret. Le projet de loi fut au centre du discours des fleuves de sang, prononcé par Enoch Powell le 20 avril 1968 devant la West Midlands Conservative Association Powell est limogé du cabinet fantôme de Ted Heath le lendemain. 